# 두린굿
두린굿 또는 미친굿은 한국 제주도 남부 무속에서 정신병을 치유하는 목적으로 행해지는 굿이다. 1980년대 후반까지 일반적으로 개최되었지만 현대 정신 의학의 도입으로 인해 지금은 매우 드물어졌다.
한국의 무속신앙에서 질병은 육체적이든 정신적이든 종종 악령이 몸에 들어옴으로써 발생한다고 생각한다. 두린굿은 도깨비의 일종인 영감으로 자주 확인되는 이 정신을 쫓아냄으로써 정신 질환을 치료하고자 한다. 광인굿이라 불리는 정신질환을 치료하기 위한 유사한 엑소시즘 의식(광인의 의식 ')은 한국 본토 경상북도에서 알려져 있다.
두린굿은 신을 제사장으로 초대하는 제주도의 주요 제사 공통의 입문식으로 시작된다. 이러한 작업이 완료되면 환자가 음악에 맞춰 춤을 추는 동안 주 무당이 노래하고 견습 무당이 북과 징을 두드리는 여러 춤 시간이 시작된다. 춤은 최대 15일 동안 연장될 수 있다. 환자가 육체적으로 더 이상 춤을 출 수 없을 때, 주 무당은 환자에게 말을 걸고 환자는 몸 안에 영혼을 전달한다고 생각돤다. 무당은 환자에게 혼령이 들어온 충격적인 경험을 떠올리게 하고 혼령은 몸을 떠나겠다고 맹세한다. 이 의식은 여러 가지 예방적 치유 의식으로 마무리될 수도 있고, 정령의 복수를 피하고 신들을 돌려보내기 위한 몇 가지 의식으로만 마무리될 수도 있다.

## 어원
두린굿은 제주어 형용사 동사 두리다(제정신이 아니다; 어리석다; 부족하다; 젊다)의 대명사적 형태인 두린과 명사형 굿의 합성어이다. "미친 의례"를 의미하는 미친굿과 환자를 쓰러질 정도로 춤추게 하는 핵심 요소를 따서 문자 그대로 "춤추는 의례"라는 뜻의 추는굿이라고도 한다.

## 질병에 대한 샤머니즘적 관점

영감을 대표하는 종이가면

한국의 무속신앙에서는 전통적으로 인간의 신체적, 정신적 질병에 대해 많은 초자연적 설명을 제공한다. 여기에는 충격적이거나 충격적인 사건으로 인한 영혼의 일부 탈출이 포함되며, 특히 영혼과 신체의 연관성이 약한 어린 시절에 일반적이다. 환자의 신체에 사소한 정신이나 의식의 불결함과 같은 악의적인 힘이 부착되는 것, 환자의 행동에 대한 신이나 조상의 분노, 종종 충격적인 사건으로 인해 발생한다.
질병을 치료하기 위해 다양한 의식 방법이 사용된다. 아이의 영혼의 일부가 빠져나간 경우, 무당은 그것을 다시 몸 안으로 집어넣는 의식을 거행한다. 악의적인 힘이 환자에게 부착되면 이를 분리하기 위해 소규모 치유 의식이 열릴 수 있다. 때로 무당은 치료를 위해 환자를 감금하고 특정 금기를 따르게 한다. 천연두와 같은 특정 질병에는 대규모 굿이 필요하다. 이러한 의식에서 무당은 질병을 가져온 신이나 조상과 적극적으로 소통하고 그들을 떠나거나 자비를 베풀도록 설득하거나 위협한다.
두린굿(제주도 무속의 정신병 치유의식)은 마지막 범주에 속하는데, 무당이 몸에 들어온 악신과 소통하여 강제로 떠나게 하는 것이다. 문제의 신은 종종 도깨비 같은 존재의 일종인 영감이다. 영감본풀이 신화에 따르면 영감은 서울에서 태어나 제주도 한라산으로 유배된 7형제이다. 영감 형제 중 막내는 정욕의 대상인 인간 여성에게 자주 들러붙어 미치게 만드는 추악한 존재다. 다른 영감 형제들은 무당이 의례를 통해 말썽꾸러기 막내 동생을 데려가도록 설득하는 자애로운 인물들이다. 영감 이외에 영들도 정신 질환을 일으키는 것으로 생각된다. 두린굿의 목적은 인간 환자와 이러한 부체 사이에 ᄀᆞᆸ 또는 분리를 만들어 질병을 치료하는 것이다. 
전부는 아니지만 많은 한국의 치유 의식이 현대 의학의 도입으로 인해 쇠퇴하고 있다. 여기에는 1980년대 후반까지 흔했지만 2006년 현재 매우 드물게 행해지는 두린굿이 포함된다. 1984년 서울의 한 공장에서 가족을 부양하기 위해 일하다가 정신을 잃은 21세 여성을 위해 열린 두린굿 의식의 비디오는 제사 절차의 주요한 원천이다.

### 인용주
1. ↑  In 2006, Kang Jeong-sik stated that the Durin-gut and the Chuneun-gut are similar but distinct rituals, with the former being addressed to dokkaebi and the latter to other miscellaneous spirits.[3] By 2015, Kang had revised her position and stated that they refer to the same ritual.[4]

### 참조주
1. 1 2  강정식 (Kang Jeong-sik). “Durin-gut”. 《Encyclopedia of Korean Folk Culture》. National Folk Museum of Korea. 2020년 7월 28일에 확인함.
2. 1 2  Kang J. 2015.
3. ↑  Ko K. & Kang J. 2006, 219쪽.
4. ↑  Kang J. 2015, 323쪽.
5. 1 2 3 4 5  Yi Y. 2018.
6. 1 2 3 4 5 6 7 8 9 10  Ko K. & Kang J. 2006.
7. 1 2  Yun D. 2018.

## 참고 문헌
- 강정식 (Kang Jeong-sik) (2015). 《Jeju Gut Ihae-ui Giljabi》 제주굿 이해의 길잡이 [A Primer to Understanding Jeju Ritual]. Jeju-hak Chongseo. Minsogwon. ISBN 9788928508150. 2020년 7월 11일에 확인함.
- 고광민 (Ko Kwang-min); 강정식 (Kang Jeong-sik) (2006).  National Research Institute of Cultural Heritage, 편집. 《Jeju-do Chuneun-gut》 제주도 추는굿 [The Dancing Ritual of Jeju Island]. Pia. ISBN 89-86148-28-5. 2020년 7월 28일에 확인함.
- 윤동환 (Yun Dong-Hwan) (2018). “Donghaean musok-eseo Gwang'in-gut-ui wisang” 동해안 무속에서 광인굿의 위상 [The status of the Gwang'in-gut in East Coast shamanism]. 《Han'guk Minsokhak》 67: 147–170. ISSN 1229-6953. 2020년 7월 25일에 확인함.
- 이용범 (Yi Yong-buhm) (2018). “Musok chibyeong uirye-ui yuhyeong-gwa chibyeong weolli” 무속 치병(治病) 의례의 유형과 치병 원리 [The forms and curative principles of shamanic healing ceremonies]. 《Bigyo Minsokhak》 67: 177–199. ISSN 1598-1010. 2020년 7월 25일에 확인함.